# آدام بلیکمن (بازیکن فوتبال)
آدام بلیکمن (انگلیسی: Adam Blakeman؛ زادهٔ ۳ دسامبر ۱۹۹۱) بازیکن فوتبال اهل بریتانیا است.
از باشگاه‌هایی که در آن بازی کرده‌است می‌توان به باشگاه فوتبال ایر یونایتد، باشگاه فوتبال ساوتپورت، باشگاه فوتبال بولتون واندررز، و باشگاه فوتبال هاید اشاره کرد.